# Rosita Forbes

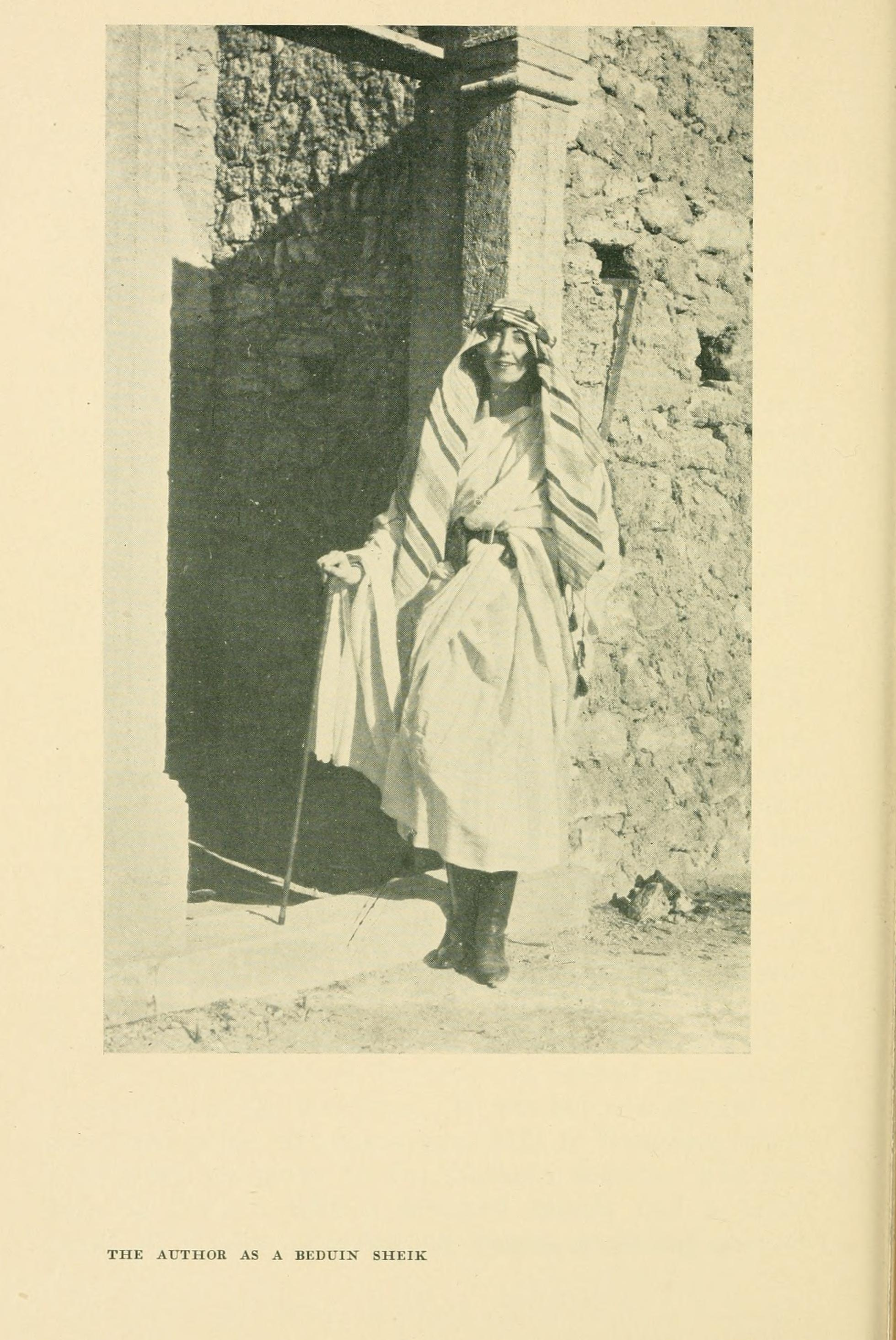
Porträt von Rosita Forbes (The Secret of the Sahara: Kufara (1921))

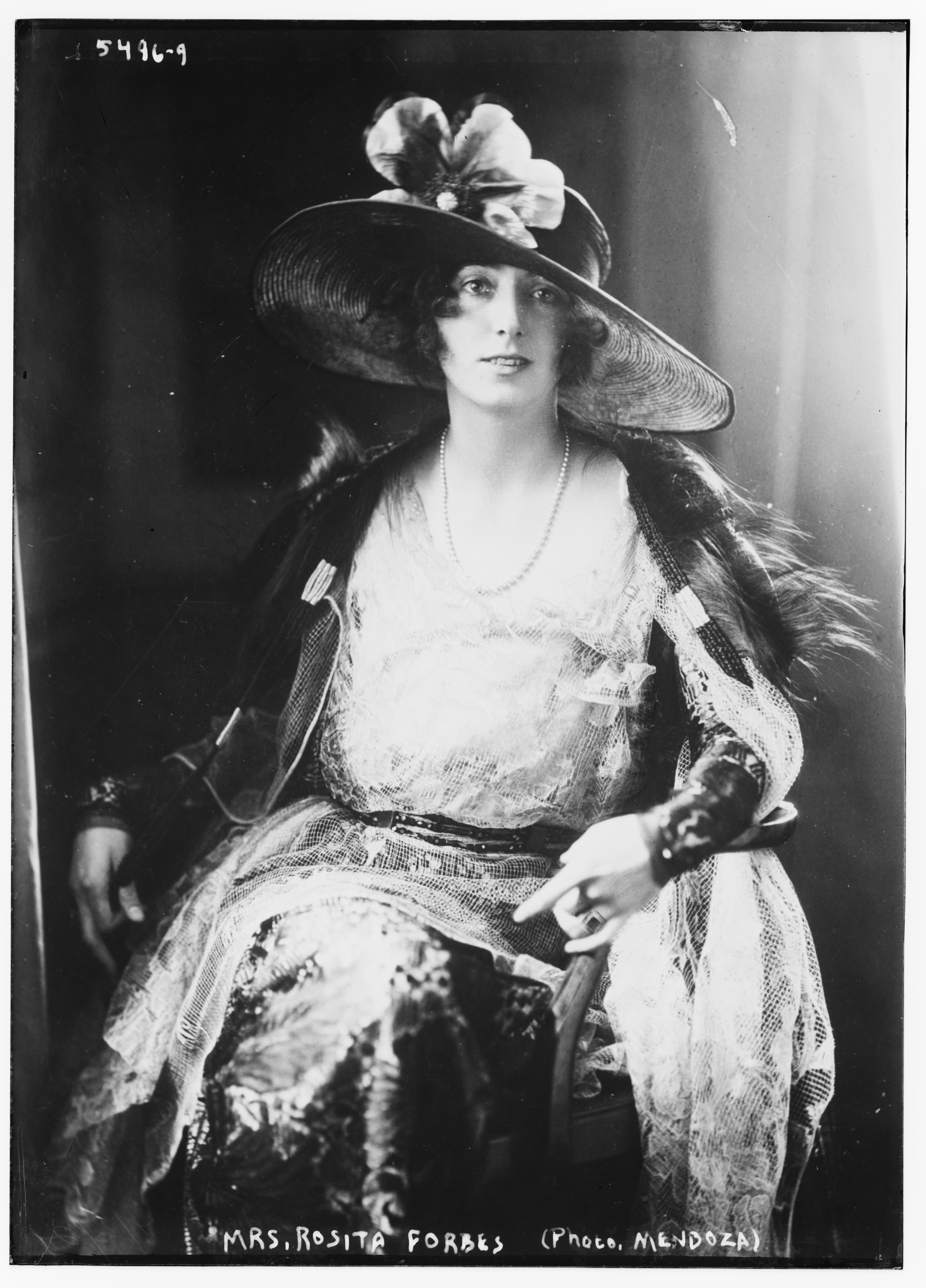
Mrs. Rosita Forbes

Rosita Forbes (* 16. Januar 1890 bei Lincoln als Joan Rosita Torr; † 30. Juni 1967 in Warwick, Bermuda) war eine englische Forschungsreisende, Abenteurerin und Schriftstellerin.
Sie bereiste unermüdlich viele Länder auf verschiedenen Kontinenten und schrieb über diese Reisen. Sie zählte zu den führenden Reiseschriftstellern ihrer Zeit. Ihr vielleicht bekanntestes Buch ist The Secret of the Sahara (1921) über ihre Saharareise.
Auf dieser Reise erreichte sie in Begleitung des ägyptischen Saharaforschers und Diplomaten Hassanein Bey (dem das Buch auch gewidmet ist), unter dem Schutz des Oberhauptes der Senussi (auf der Cyrenaika), die al-Kufra-Oasengruppe in der Libyschen Wüste.

## Publikationen (Auswahl)
- Unconducted Wanderers (1919) Digitalisat
- The Secret of the Sahara: Kufara. London 1921 Digitalisat (und 1937)
- Form Red Sea to Blue Nile: Abyssinian Adventure. London 1925 (Digitalisat des Ausgabe New York 1939)
- Forbidden Road – Kabul to Samarkand. London 1937 Digitalisat
- Russian Road to India by Kabul and Samarkand. New York 1940
- Women called wild. - Leipzig : The Albatross, 1939
- The extraordinary House
  - (dt.) Unheimliches Haus. - Zürich : Morgarten-Verl., 1936
- Account rendered
  - (dt.) Vergeltung. - Berlin : Th. Knaur Nachf., [1929]
- Sirocco
  - (dt.) Sirocco. - Berlin : Th. Knaur Nachf., [1928]
- El Raisuni: the sultan of the mountains. His life story as told to Rosita Forbes. Thornton Butterworth Ltd, London 1924. Deutsche Übersetzung: Otfrid von Hanstein: Raisuli, Sultan der Berge – Lebenserinnerungen des marokkanischen Araberscheiks Mohammed Abdullah Ibn el Raisuli el Hasali el Alani, von ihm selbst erzählt. K. F. Koehler, Leipzig 1924